# Ode (Stravinskij)
L'Ode. Canto elegiaco in tre parti è una composizione per orchestra scritta da Igor' Fëdorovič Stravinskij nel 1943.

## Storia
Nel 1942 gli agenti di Orson Welles chiesero con insistenza a Stravinskij di scrivere la musica per il film Jane Eyre di cui l'attore avrebbe dovuto essere protagonista. Il compositore, che ammirava Charlotte Brontë e in particolare quel romanzo, si decise a comporre un brano che descriveva una scena di caccia. Quando il progetto per il film fallì perché Stravinskij non si mise d'accordo con la produzione, il musicista utilizzò la parte scritta come secondo movimento di una composizione, l'Ode, che gli era stata commissionata da Sergej Kusevickij in memoria della moglie Natalia morta proprio quell'anno. Il compositore era legato da amicizia con i coniugi Kusevickij e a loro doveva molto; oltre alle numerose commissioni di lavori musicali, la coppia, che aveva fondato nel 1909 la casa editrice Édition Russe de Musique, stampò le opere di Stravinskij per circa 25 anni; inoltre Serge Kusevickij, valente musicista, diresse numerose opere del compositore sia con la propria orchestra sia con la Boston Symphony Orchestra di cui fu direttore stabile dal 1925.
Alla parte già scritta, Eclogue, il musicista unì un primo e un terzo movimento, Eulogy e Epitaph, terminando la composizione il 25 giugno 1943 a Hollywood. La prima esecuzione avvenne a Boston alla Symphony Hall l'8 ottobre 1943 con la direzione di Kousevickij.

## Analisi
Ode è un'opera scritta in perfetto stile neoclassico e per molti aspetti si ricollega alle Sinfonie di strumenti a fiato che Stravinskij scrisse nel 1920 in memoria di Claude Debussy. Il primo movimento, Eulogy (lento), si contraddistingue per l'aspetto melodico pur sempre contenuto in una classica compostezza; il secondo brano, Eclogue (con moto), esprime un dolore accorato, ma con ritmi più movimentati sottolineati dal suono dei corni, così come richiedeva la descrizione dell'originale scena cinematografica. Il terzo movimento, Epitaph (lento), torna a essere più statico e contemplativo, l'armonia e i timbri non hanno la vivacità e il colore di precedenti opere del compositore; il sentimento accorato fa invece ritrovare lo Stravinskij mistico di altre composizioni scritte "in memoriam".

## Organico
Tre flauti, due oboi, due clarinetti, due fagotti, quattro corni, due trombe, timpani, archi.

## Versione coreografica
Lorca Massine nel 1972 realizzò una coreografia sulla musica dell'Ode per il New York City Ballet; il balletto fu rappresentato per la prima volta il 23 giugno al New York State Theater del Lincoln Center nell'ambito dello Stravinskij Festival; interpreti furono Colleen Neary, Christine Redpath, Robert Maiorano, Earle Sieveling.